# 雷绍业
雷绍业（1968年10月—），湖南省桂阳县人，中华人民共和国政治人物。

## 生平
1968年10月，雷绍业出生在湖南省桂阳县。1988年，雷绍业考取湖南师范大学化学系化学教育专业，在校期间的1990年5月加入中国共产党，1992年毕业后留校工作，曾出任新闻与传播学院副院长、外国语学院党委副书记、招生与就业指导服务中心主任。
2005年7月，雷绍业出任湖南省安全生产监督管理局副局长、党组成员。2008年11月，雷绍业调任中共娄底市委常委、娄底市人民政府副市长，2011年9月出任娄底市委组织部部长、统战部部长。2014年8月转任中共常德市委常委、组织部部长、统战部部长。2016年9月转任中共株洲市委副书记、市委党校（市行政学院）校（院）长。2017年2月转任中共怀化市委副书记、怀化市人民政府副市长、代理市长，2021年3月兼任怀化军分区党委委员、常委、第一书记。同年4月出任中共怀化市委书记、怀化军分区党委委员、常委、第一书记。2022年卸任中共怀化市委书记职务，出任湖南省工业和信息化厅党组书记、厅长。
2024年4月，雷绍业因涉嫌严重违纪违法，接受湖南省纪委监委纪律审查和监察调查。2025年1月8日，雷绍业被开除党籍和公职。